# Processi Giacobini
I cosiddetti Processi Giacobini, ovvero Processi ai Giacobini, ebbero luogo a Vienna ed in Ungheria, fra il 1794 e il 1796 e comportarono l'annichilimento dell'opposizione interna al regime assolutistico e alla guerra contro la Francia rivoluzionaria.

## Antefatti
L'imperatore austriaco Leopoldo II era succeduto al fratello Giuseppe II il 20 febbraio 1790 e morì presto, il 1º marzo 1792:  il suo breve regno era stato dominato dallo scoppio della Rivoluzione francese, con la campagna militare sostenuta, principalmente, da Vienna e Berlino, uniti a stati minori quali il Regno di Sardegna.
Il giovane imperatore maturò convinzioni profondamente antifrancesi e reazionarie, ulteriormente inaspritesi, il 16 ottobre 1793, quando venne ghigliottinata a Parigi sua zia Maria Antonietta d'Asburgo-Lorena e abbandonato ad un impietoso destino il di lei figlio Luigi Carlo.

## L'inasprimento dello strumento repressivo
Nel gennaio del 1793 Francesco II aveva richiamato un vecchio capo di polizia allontanato dal padre, Pergen, a capo di un nuovo Dipartimento di Stato battezzato Polizei Hofstelle.  Pochi mesi dopo, nel maggio del 1793, Pergen chiamò accanto a sé il conte Saurau, rampollo di una nobilissima famiglia della Stiria.
L'esigenza del momento era determinata dallo scoppio della Rivoluzione francese e dalle conseguenti guerre, nelle quali l'Austria fu ininterrottamente impegnata. In particolare sul fronte nord, dalla provincia austriaca del Belgio. Il 25 marzo 1793 l'imperatore nominò ministro degli esteri il Thugut, presto soprannominato "barone della guerra" (Kriegsbaron), per la tenacia con la quale perseguì lo sforzo bellico contro la Francia rivoluzionaria.
Il 27 giugno 1794 morì il vecchio cancelliere Kaunitz e Thugut gli succedette. Gli storici socialisti austriaci lo descrivono come un uomo brutale, che conosceva un unico obiettivo: l'estirpazione della "ribellione" all'ordine costituito, in Francia come in Austria. Tuttavia, appare evidente come le sue azioni fossero determinate dall'esigenza di reagire allo scemare del consenso popolare alla guerra contro la Francia, che ormai andava decisamente per le lunghe, senza che si avessero a registrare apprezzabili successi. Thugut reagì con quello che venne poi definito un vero e proprio "regime di polizia": inasprì la censura, istituì un separato ministero di polizia dotato di poteri assai più ampi del recente passato, formò di un'organizzazione di agenti segreti e "provocatori". 
Egli identificò nel Saurau l'uomo adatto alla bisogna. Di lui si disse che fosse un esecutore fedele e assai efficiente, sebbene estorcesse grosse somme di denaro ricattando le persone la cui sorte dipendeva dalle sue decisioni.

## I primi arresti
Il primo atto del Saurau fu denunciare una supposta congiura antigovernativa.  La "scoperta" permetteva di soddisfare i mille sospetti e le attese del giovane Imperatore, che già da tempo sosteneva si dovesse "dare un esempio".
La principale accortezza del Saurau e del Pergen fu di coinvolgere nell'accusa non figure di secondo piano, bensì notabili di spicco dell'esercito, della cultura o della nobiltà, già conosciuti per non essere perfettamente allineati alla politica governativa. Ad esempio, il comandante della piazza militare di Vienna Franz Hebenstreit (arrestato il 24 luglio 1794) aveva composto un poemetto democraticheggiante, mentre Andreas Riedel, l'antico precettore (a Firenze) dei figli del defunto imperatore Leopoldo II Andreas Riedel, era l'autore di un pamphlet antiaristocratico. Si ricordano, anche un magistrato, un capitano del genio, uno scienziato naturalista.
Nacque così quello che viene ricordato come il "processo ai giacobini" (Jakobinerprozess), laddove occorre tenere conto che di giacobini veri e propri ne circolavano in Austria assai pochi. L'accusa, infatti, si basò unicamente sull'interpretazione delle idee degli accusati, nonché su delazioni di confidenti di polizia. Lo scopo del Saurau era, piuttosto, di mettere in scena un processo che servisse ad intimidire i sudditi austriaci e, soprattutto, ungheresi.

## I processi
Il processo dovette essere tenuto a porte chiuse, stante l'evidente mancanza di prove. Hebenstreit venne condannato a morte, gli altri alla prigione perpetua (la maggior parte perì in carcere, entro pochi anni).
All'ondata di arresti a Vienna ne era subito seguita una seconda in Ungheria: qui venne coinvolta la crema degli scrittori, dei dotti e dei grandi avvocati del regno. Pare che il procuratore generale Nemeth ammettesse la mancanza di prove per il delitto di alto tradimento, motivando che ciò accadeva poiché essi le avevano sottratte, ma questa era una prova in più per condannarli. Estorse agli accusati grandi somme di denaro, nel corso dell'istruttoria tanto che, al termine dei processi, era divenuto un uomo ricco.
Diciotto accusati vennero condannati a morte per decapitazione. Per Martinovics, Hainoczy, Laczkovics, Szentmarjai e Szigray si procedette subito. I restanti ottennero il permesso di implorare la grazia. Due di loro, il ventenne Szolarik e lo scrittore venticinquenne Öz, ribadirono nella petizione la propria innocenza scrivendo "non per la grazia ma per la giustizia". Anch'essi vennero decapitati: Francesco II richiese personalmente la loro esecuzione. I restanti vennero condannati al carcere perpetuo.

## Conseguenze
La questione principale permane nell'identificazione dei condannati con un supposto partito giacobino. Ovvero, in altri termini, se gli arrestati stessero effettivamente organizzando una sollevazione. Al termine di un lungo dibattito parrebbe di no.
L'eccesso di repressione, che certamente vi fu, deve essere commisurato con le migliaia di condannati alla ghigliottina in Francia. Ciò non riduce le responsabilità di Pergen e Saurau, ma ne contestualizza il ruolo.
Le conseguenze più pesanti del successo della repressione si sarebbero manifestate, in effetti, più avanti: la monarchia asburgica avrebbe fatto tesoro del successo di Francesco II in quegli anni perigliosi. Tanto da replicare tale politica nei decenni, come dimostra, per il solo Lombardo-Veneto la tragica successione di martiri politici che vanno da Pellico e Confalonieri, a Dottesio, a Sciesa ai Martiri di Belfiore.
In definitiva, l'Impero austriaco fece eccessivo affidamento sulla propria forza militare, rinunciando agli spazi di mediazione politica che gli avrebbero, forse, consentito di evitare l'ininterrotta serie di sconfitte dei settant'anni successivi al 1848.